# Улица Алибека Кантемирова (Владикавказ)
Улица Алибе́ка Кантеми́рова — улица во Владикавказе (Северная Осетия, Россия). Улица располагается в Иристонском муниципальном округе Владикавказа между улицами Армянской и Аксо Колиева. Начинается от Армянской улицы.
Улицу Алибека Кантемирова пересекают улицы Коста Хетагурова, Павленко и Кабардинская. На чётной стороне улицы Алибека Кантемирова заканчивается Рождественская улица.

## История
Улица названа в память Алибека Кантемирова, советского и российского народного артиста.
Улица образовалась в середине XIX века и была отмечена на картах города Владикавказа до 1922 года как улица Святополковская. Под этим же названием упоминается в Перечне улиц, площадей и переулков от 1911 года. 
25 октября 1922 года улица Святополковская «в ознаменование 5-й годовщины Октябрьской революции» была переименована в улицу Красного Октября. Под этим же названием упоминается в Перечне улиц, площадей и переулков от 1925 года.
24 октября 1994 года улица Красного Октября была переименована администрацией местного самоуправления города Владикавказа в улицу Алибека Кантемирова.